# قطعنامه ۱۴۰ شورای امنیت
قطعنامه ۱۴۰ شورای امنیت سازمان ملل متحد که در تاریخ ۲۹ ژوئن ۱۹۶۰ تصویب شد، سندی بین‌المللی دربارهٔ پذیرش اعضای جدید در سازمان ملل: جمهوری مالاگاسی است. این قطعنامه طی نشست ۸۷۰ام با ۱۱ موافق، ۰ مخالف و ۰ ممتنع تصویب شد.